# Ehl (Unternehmen)
Die Ehl AG (vormals Ehl GmbH) ist ein Baustoffhersteller mit Sitz in Kruft, der Produkte aus Beton für den Garten- und Landschaftsbau, zur Befestigung von Straßen, Gehwegen und Plätzen sowie zur Gestaltung von Außenanlagen produziert und vertreibt. Die Ehl AG gehört zu dem weltweit agierenden Baustoffkonzern Cement Roadstone Holding mit Sitz in Dublin/Irland.

## Geschichte

### Gründung
1976 erwarb Bernhard Ehl per Zwangsversteigerung ein in Konkurs geratenes Bims-Baustoffwerk in Kruft und begann mit fünf Mitarbeitern die Produktion grauer Verbundpflastersteine. Kurz darauf folgte die eigene Entwicklung neuer Produkte. Vom Stammsitz in Kruft wurden zunächst nur Kunden im Umkreis von 100 Kilometern beliefert.

### Weiterentwicklung
In den 1980er Jahren wurde damit begonnen, ein Netz von Produktionsstätten aufzubauen. In Neu-Bamberg bei Bad Kreuznach entstand 1983 das erste Ehl-Zweigwerk. Nach der Wiedervereinigung Deutschlands nahm die Ehl GmbH in Dessau sein erstes Werk in den neuen Bundesländern in Betrieb. Es folgten weitere Betriebsgründungen und Übernahmen in Ostdeutschland.
1998 hatte die Unternehmensgruppe 26 Betriebsstandorte in Deutschland mit 876 Mitarbeitenden. Rund ein Drittel arbeiteten in den Ehl-Werken in Kruft, Neu-Bamberg, Ellenberg und Kindsbach (alle in Rheinland-Pfalz). In dem Jahr wurden 350 Mio. Mark erwirtschaftet. Im selben Jahr wurde die Ehl GmbH zu einer AG umgewandelt, der Plan das Unternehmen an die Börse zu bringen aber wieder verworfen.
2000 wurde der erste Auslandsstandort in Polen eröffnet. Darauf folgte die strategische Kooperation mit der Zapf GmbH, wodurch erstmalig das Produktions- und Logistiknetzwerk nach Bayern ausgeweitet wurde.

### Expansion und Transformation
2002 übernahm die irische CRH-Gruppe die Ehl AG. In Deutschland hatte die Gruppe bisher keine Beteiligungen auf dem Betonsteinmarkt oder bei der Zementherstellung, international hatte der Baustoffproduzent einen Umsatz von zehn Mrd. EUR und 47.000 Mitarbeiter in 22 Ländern. Ehl blieb Vorstandsvorsitzender der Ehl AG, die seitdem als eigenständige Tochter in der CRH-Gruppe geführt wird. Der Verwaltungsstandort in Kruft wurde ausgebaut, da die bisherige Deutschland-Vertretung der CRH aus dem Raum Frankfurt am Main nach Kruft umgezogen ist. 2004 übernahm Hans-Josef Münch die Geschäftsleitung. Durch Konzentration auf Entwicklung, Produktion und Vertrieb entwickelte sich Ehl vom Produzenten zum Systemanbieter für den Garten- und Landschaftsbau. 2011 baute die Ehl AG mit der Integration der Betonaktivitäten der Weber-Gruppe in Kenzingen ihr bundesweites Produktions- und Logistiknetz im Südwesten aus. 2014 übernahm Michael Hellmund die Geschäftsleitung. 2017 führte das Unternehmen 28 Standorte in Deutschland mit rund 1000 Mitarbeitern, und erzielte einen Umsatz von 166,2 Mio. EUR. 2018 fasste CRH Ehl und ihre Schwestergesellschaften zur Plattform Architectural Products Europe zusammen. Im darauffolgenden Jahr übernahm Tom Waltasaari die Geschäftsleitung der Ehl AG.

## Unternehmenstätigkeit
Das Unternehmen produziert an 27 Standorten innerhalb Deutschlands.
Der Großteil des Umsatzes wird im Inland erzielt, lediglich 1,2 % des Umsatzes werden exportiert. 
Die Ehl AG ist als hundertprozentige Tochter der CRH Landscaping Germany GmbH Teil des weltweit agierenden Baustoffkonzerns CRH mit Sitz in Dublin/Irland. Innerhalb CRH ist die Ehl AG in den europäischen Teil der APG-Plattform integriert (Architectural Products Group), die das konzernweite Geschäft mit Betonprodukten umfasst. Kunden der Ehl AG sind hauptsächlich der Baustofffachhandel sowie Baumärkte.

### Produkte
Die Ehl AG produziert und vertreibt Artikel für den Garten- und Landschaftsbau, zur Befestigung von Straßen, Gehwegen und Plätzen sowie zur Gestaltung von Außenanlagen. Die Ehl AG ist auf Betonprodukte spezialisiert. Innerhalb der sechs eigenen Produktgruppen produziert die Ehl AG für folgende Bereiche: Pflasterung, Ökopflasterung, Platten, Mauern, Stufen, Palisaden, Stützwinkel und L-Steine und Borde.

## Ausbildung und Engagement
2011 wurde die Ehl AG von der IHK Koblenz als Ausbildungsbetrieb ausgezeichnet. 2010 übernahm Ehl das Trikotsponsoring des damaligen Fußballdrittligisten TuS Koblenz. Zwischen 2012 und 2013 beteiligte sich die Ehl AG am Projekt ZeiLe (Zeitung lesen) der Rhein-Zeitung.

## Auszeichnungen
- 1979: Goldmedaille auf der Bundesgartenschau in Bonn in der Kategorie Rondo-Pflaster[2]
- 2008: Zertifizierung mit dem Gütesiegel SMS – Sicher mit System, von der Steinbruchs-Berufsgenossenschaft[22]
- 2018: Stein im Brett Award für Außenanlagen und Pflasterung, von ibau[23]
- 2020: Stein im Brett Award für Verarbeitungsfreundlichkeit, von ibau[24]
- 2020: Top Marke Garten Kategorie Garten- und Terrassenbau, Unterkategorie Baumaterialien, von Testbild[25]
- 2020: Architects Darling Award, von der Heinze-Marktforschung[26]
- 2021: Deutschlands Beste rund ums Haus 2021 in der Kategorie Pflastersteine/Terrassenplatten, in dem Verbraucherrating von Focus Money[27]
- 2021: Listung im Ranking Deutschlands beste Arbeitgeber im Sektor Industrie, von ServiceValue GmbH in Kooperation mit der Welt[28]
- 2022: Top Marke Garten in der Kategorie Garten-Terrassenbau, Unterkategorie Montage und Handhabung, von Test Bild[29]
- 2022: Rang in Deutschlands beste Marken in der Kategorie Bauelemente, von Deutschland Test[30]
- 2022: Plus X Award für das Produkt Tribus in der Kategorie Innovation, Qualität, Funktionalität, Ergonomie und Ökologie, von Media Society Networks[31]